# Jukebox (album)
Jukebox – trzeci album studyjny brytyjskiego boysbandu JLS wydany w 2011 roku. 26 listopada 2011 zadebiutował na drugim miejscu UK Albums Chart. Album rozszedł się w ponad 300 000 kopii zdobywając status platynowej płyty w Wielkiej Brytanii.

## Lista utworów
| #   | Tytuł                                | Autor tekstu                                                       | Producent                                            | Długość |
| --- | ------------------------------------ | ------------------------------------------------------------------ | ---------------------------------------------------- | ------- |
| 1.  | "She Makes Me Wanna" (featuring Dev) | JLS, BeatGeek, Jimmy Joker, Teddy Sky                              | BeatGeek, Jimmy Joker, Teddy Sky, RedOne             | 3:39    |
| 2.  | "Do You Feel What I Feel?"           | Gloria Shayne Baker, Tebey, Julian Bunetta, Noël Regney, John Ryan | Julian Bunetta                                       | 3:13    |
| 3.  | "Teach Me How to Dance"              | JLS, BeatGeek, Joker, Sky                                          | BeatGeek, Jimmy Joker, Teddy Sky                     | 3:29    |
| 4.  | "Take a Chance on Me"                | Emile Ghantous, Frankie Bautista, Nasri Atweh, Nick Turpin         | Chris Braide                                         | 3:35    |
| 5.  | "Go Harder"                          | JLS, Daniel Davidsen, Jason Gill, Mich Hansen, Ali Tennant         | Cutfather                                            | 3:20    |
| 6.  | "So Many Girls"                      | JLS, David Samuels, Eric Bellinger, Erika Nuri                     | Harmony "H-Money" Samuels                            | 3:22    |
| 7.  | "3D"                                 | JLS, Damon Sharpe, Davidsen, Gill, Hansen                          | Cutfather, Jason Gill, Daniel Davidsen, Damon Sharpe | 4:08    |
| 8.  | "Take You Down"                      | JLS, Davidsen, Gill, Tennant, Talay Riley                          | Cutfather                                            | 4:01    |
| 9.  | "Innocence"                          | JLS, Fred Ball, Teemu Brunila                                      | Fred Ball                                            | 3:15    |
| 10. | "Killed By Love"                     | JLS, Braide                                                        | Chris Braide                                         | 3:43    |
| 11. | "Never Gonna Stop"                   | JLS, Abeeku Ribeiro, Andrew Frampton, Patrick Jordan-Patrikios     | Andrew Frampton, Patrick Jordan-Patrikios            | 3:14    |
| 12. | "Shy of the Cool"                    | JLS                                                                | Fred Ball                                            | 4:23    |

| #   | Tytuł                       | Autor tekstu                                                               | Producent          | Długość |
| --- | --------------------------- | -------------------------------------------------------------------------- | ------------------ | ------- |
| 13. | "One Shot" (Live at the O2) | Carsten Schack, Kenneth Karlin, Michael Warren, Brandon White, Sean Hurley | Soulshock & Karlin | 3:53    |

## Notowania i certyfikaty
| Lista (2011)       | Najwyższa pozycja |
| ------------------ | ----------------- |
| Irish Albums Chart | 5                 |
| UK Albums Chart    | 2                 |

| Kraj                  | Certyfikat |
| --------------------- | ---------- |
| Wielka Brytania (BPI) | Platyna    |

## Historia wydania
| Kraj            | Data              | Format               | Wytwórnia                |
| --------------- | ----------------- | -------------------- | ------------------------ |
| Irlandia        | 11 listopada 2011 | CD, digital download | Epic Records, Sony Music |
| Wielka Brytania | 14 listopada 2011 | CD, digital download | Epic Records, Sony Music |